# 胡イツ棻

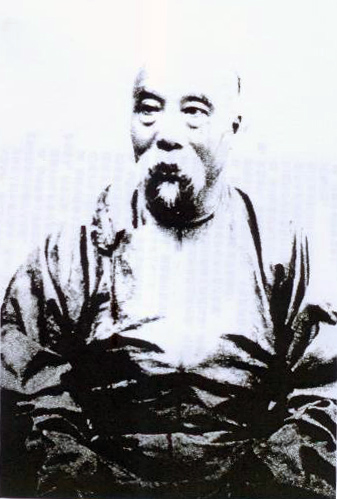
胡燏棻

胡 燏棻（こ いつふん、Hu Yufen、1840年 - 1906年）は、清末の官僚。字は芸楣または雲眉。安徽省泗州の出身。本貫は浙江省紹興府蕭山県。

## 生涯
同治13年（1874年）に進士となり、庶吉士に選ばれた。その後、散館試を受験して広西省桂林府霊川県の知県に任じられたが、赴任することなく捐納によって天津道の道員となり、当時直隷総督として天津の地方政治を統括していた李鴻章の幕下に入って食糧補給を担当した。
光緒17年（1891年）に広西按察使となったが、光緒20年（1894年）に日清戦争が勃発すると胡燏棻は呼び戻されて清軍の兵站担当を命じられた。しかし光緒21年（1895年）に清朝の敗北という結果で戦争は終結、李鴻章は下関条約締結のため日本に渡り、壊滅した清軍が続々と山海関内に帰投してくる。そこで胡燏棻は朝廷の許可を得て、単騎で乗り込んで敗兵に給与を与えた上で解散させた。
とはいえ李鴻章の淮軍を頼みにしていた朝廷は、新たに新兵を募集して同年11月に10営からなる新軍を組織し、「定武軍」と名付けて胡燏棻に訓練を命じた。この訓練は天津県の小站（現在の天津市津南区）で行われたため、「小站練兵」とも言われる。
また胡燏棻は変法自強の必要性を説いて、下記の10カ条からなる近代化策を上奏した。
- 鉄道網の建設

漢口・北京間を幹線として、さらに光山～六安、応城～荊門等の支線を建設する。
- 新たな貨幣の発行

市中に流通している諸外国の貨幣ではなく、自国の通貨を流通させる。
- 国産機械の生産

銃砲・船舶等の機械を国内の民間工場で作らせる事によって、資金の国外流失を防止する。
- 鉱山の開発

鉄道に必要な石炭、貨幣鋳造に必要な金銀銅、機械の生産に必要な金銀銅鉄スズ、といった鉱物資源を得るために鉱山を開発する。
- 俸禄・兵糧の銀支給

南方の穀倉地帯からの米の運搬（南漕）を減らし、役人の給与や軍の兵糧等に必要な米はこれを銀の支給に切り替える。但し年貢として納められた米は従前の通り通州に備蓄して、豊作・不作の折に備える。
- 兵員数の削減

軍の定員を減らす事で老弱兵が淘汰され、軍全体を精強にする。
- 郵便制度の開始

郵便制度を作る事で戸部の助けとなる上に、宿駅・提塘官はすべて廃止できる。
- 陸軍の訓練

将校に学問を授け、装備を統一し、規律を厳しくする。
- 統一的な海軍組織の整備

沿海部の諸省の海軍組織を中央の海軍部の隷下とし、各省の地方官の干渉は受けないものとする。
- 学校の創設

学校を設置して、農学・商学・工学・鉱山学・医学だけではなく、海軍・陸軍・女子・聾唖者向けの学校も常設する。
また、上記の他に武科挙の停止、八旗兵の訓練、緑営の装備・制度の西洋式への転換も述べている。
これらの案は全て順次採用されたが、協議の結果天津と北京の盧溝橋を結ぶ津盧鉄道を建設する事になり、胡燏棻はこの工事の責任者を命じられた。さらに順天府府尹に任ぜられて盧溝橋から門頭溝まで石炭を運んだ。光緒23年（1897年）、関内外の鉄道建設の責任者（関内外鉄路督弁）に任命、光緒25年（1899年）には総理各国事務衙門大臣に就任した。光緒26年（1900年）、義和団が北京に入ると西洋人と通じているとして命を狙われたが、危うく難を逃れた。
その後刑部右侍郎となり、光緒32年（1906年）に礼部侍郎、郵伝部侍郎を歴任したが、同年病没する。
定武軍の指揮は袁世凱に渡り新軍として再編成され、後の北洋軍閥へと発展していった。